# احتلال فلسطين
احتلال فلسطين هو مصطلح واحد يشير إلى أكثر من معنى، وهذا يعتمد على الجهة المستعملة للمصطلح، لكن تعريفه يتفاوت ما بين: احتلال القوات اليهودية لكامل أرض فلسطين التاريخية بعد عام حرب 48 إلى احتلال القوات الإسرائيلية لمناطق الضفة الغربية وقطاع غزة بعد حرب 67.

## اختلاف التعريف
يختلف هذا التعريف باختلاف الجهات التي تستعمله كالتالي:
الدول والحركات والمنظمات التي تعتبر علانياً وجود إسرائيل فوق أرض كامل فلسطين التاريخية احتلالاً:
- الجزائر، (15 نوفمبر 1988، وفي اجتماع المجلس الوطني الفلسطيني بالجزائر تم إعلان قيام دولة فلسطين)
- حركة الأخوان المسلمين.[1]
- حماس.[2]
- حركة الجهاد الإسلامي في فلسطين.[3]
- الجبهة الديمقراطية لتحرير فلسطين.
- المملكة العربية السعودية.
- إيران.[4]
- حركة ناطوري كارتا اليهودية.[5]
- بعض الفئات اليهودية الدينية الأصولية.
- معظم القوميين العرب.
- معظم القوميين السوريون.
- العديد من الحركات الإسلامية.
- ماليزيا
- إندونيسيا
- باكستان
- أفغانستان
- كوريا الشمالية
- كوبا
- كل الدول العربية ما عدا الأردن و مصر و موريتانيا
- مالي
- نيجيريا
- بنعلادش
- تشاد
- جزرالقمر
- بروناي
- غينيا
- بوتان
- الكويت

نتج عن احتلال فلسطين تشريد ما لا يقل عن مليون ونصف المليون فلسطيني حسب التعريف الأول للاحتلال، بلغ عددهم الآن حوالي ستة ملايين لاجئ.
الدول والحركات والمنظمات التي تعتبر علانياً وجود إسرائيل فوق مناطق الضفة الغربية وقطاع غزة احتلالاً.
- منظمة الأمم المتحدة.
- مجلس الأمن الدولي.
- دول العالم.